# Bracon negativus
Bracon negativus är en stekelart som beskrevs av Vladimir Ivanovich Tobias 1957. Bracon negativus ingår i släktet Bracon och familjen bracksteklar. Inga underarter finns listade.